# Villamayor de los Montes
Villamayor de los Montes ist eine nordspanische Landgemeinde (municipio) mit 160 Einwohnern (Stand: 2024) im Süden der Provinz Burgos in der Autonomen Gemeinschaft Kastilien-León.

## Lage und Klima
Villamayor de los Montes liegt in der kastilischen Hochebene (meseta) gut 28 km südsüdwestlich der Provinzhauptstadt Burgos in einer Höhe von ca. 890 m. Durch den Osten der Gemeinde führt die Autovía A-1.
Das Klima ist gemäßigt bis warm; Regen (ca. 602 mm/Jahr) fällt übers Jahr verteilt.

## Bevölkerungsentwicklung
| Jahr      | 1970 | 1981 | 1991 | 2001 | 2011 | 2021 |
| Einwohner | 519  | 444  | 301  | 242  | 227  | 155  |

## Sehenswürdigkeiten
- Zisterzienserkloster Santa María de Real aus dem 13. Jahrhundert
- Einsiedelei der Jungfrau von Nava

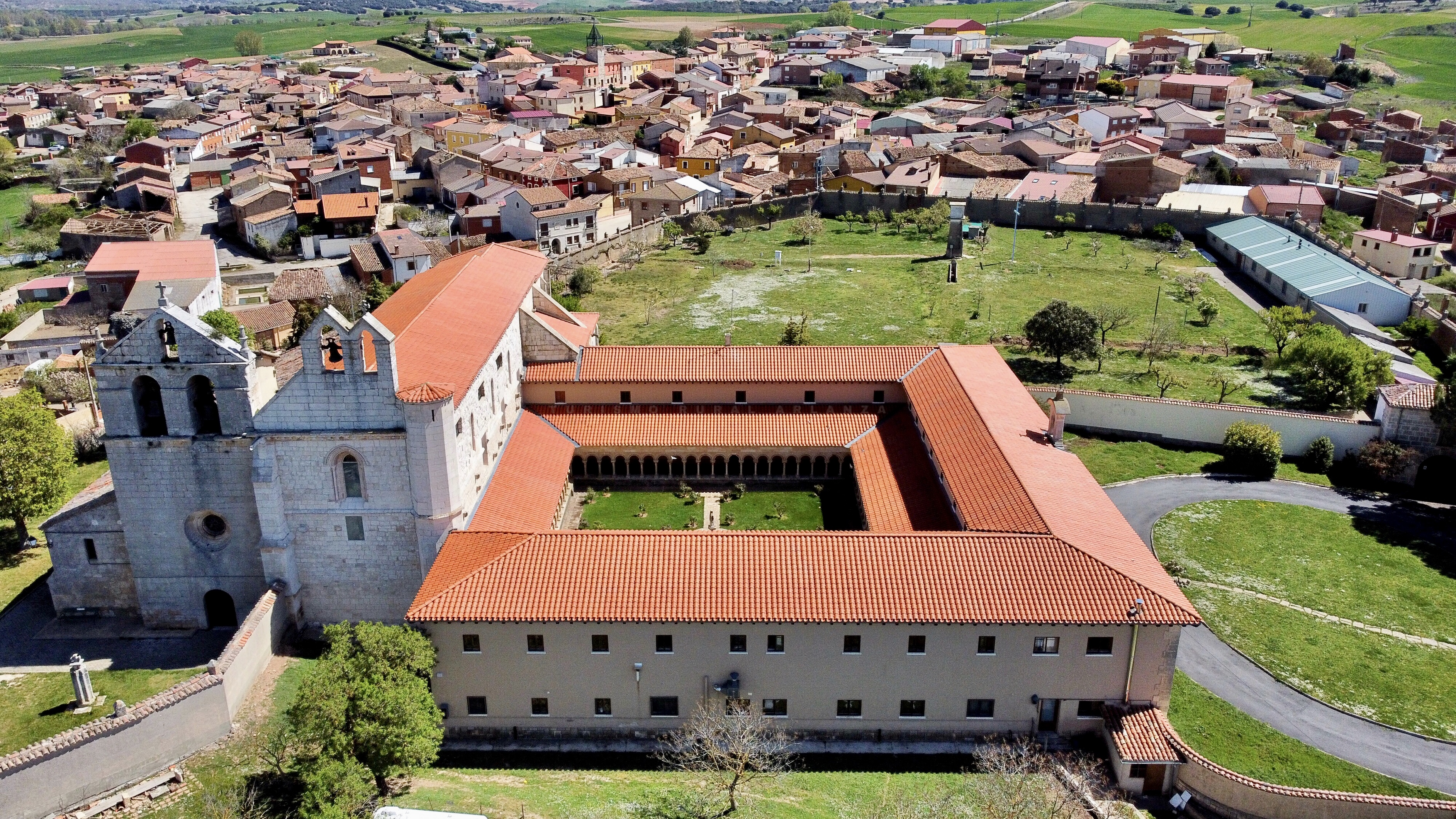
Zisterzienserkloster Santa María de Real
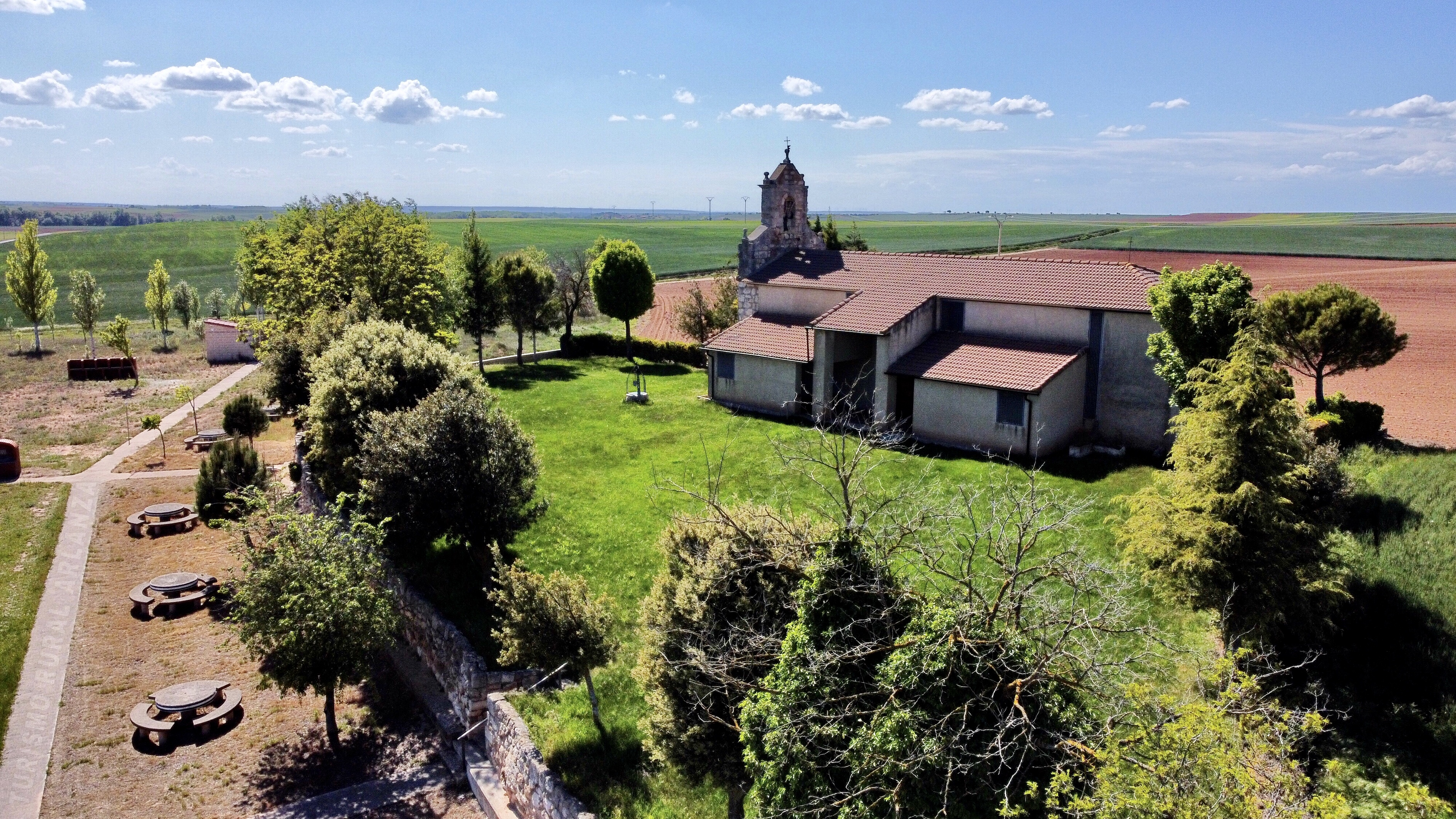
Einsiedelei der Jungfrau von Nava